# Kirsten Fabrin
Kirsten Fabrin (* 20. Dezember 1953) ist eine ehemalige dänische Fußballspielerin.

## Karriere

### Verein
Fabrin spielte ausschließlich für den in Odense auf der Insel Fünen ansässigen Boldklubben 1909 in der seinerzeit höchsten Spielklasse.

### Nationalmannschaft
Fabrins Länderspieldebüt erfolgte am 15. Oktober 1977 in Ribe mit dem Freundschaftsspiel gegen die Nationalmannschaft der Niederlande, die durch das Tor von Lone Smidt Nielsen in der 29. Minute mit 1:0 bezwungen wurde. Zwischen ihren jeweils zwei Turnierspielen um die Nordische Meisterschaft 1978 (1. und 3. Spiel) und 1979 (2. und 3. Spiel) bestritt sie zwei weitere Freundschaftsspiele (3:0 vs. Niederlande am 21. Oktober 1978, 3:1 vs. England am 19. Mai 1979). Mit ihrer Nationalmannschaft war sie vom 18. bis 28. Juli 1979 im Turnier der inoffiziellen Europameisterschaft in Italien vertreten. Mit vier Siegen aus vier Begegnungen mit den Nationalmannschaften Frankreichs (3:1), Schottlands (2:0), Schwedens (1:0) und Italiens (2:0) ging sie mit ihrer Mannschaft als Sieger aus dem Turnier hervor. Ihr Spieljahr 1979 endete mit einem 2:2-Unentschieden gegen die Nationalmannschaft Englands am 13. September in Hull.
Ihre Spieljahre von 1983 bis 1987 beinhalteten zwölf EM-Qualifikationsspiele (die letzten vier der Gruppe 4 1983, alle sechs der Gruppe 1 1984 bis 1986 und die ersten beiden der Gruppe 1 1987) und sieben Freundschaftsspiele, davon vier gegen die Nationalmannschaft Schwedens (1 S, 1 U, 2 N) und jeweils eins gegen die Nationalmannschaften Irlands (4:0), Schottlands (1:0) und der Niederlande (1:1). Sportlicher Höhepunkt dürften ihre beiden Halbfinalspiele der ersten Europameisterschaft 1984 gegen die Nationalmannschaft Englands sowie die drei im August 1985 bei ihrer Teilnahme an der Mundialito ausgetragenen Länderspiele gewesen sein, wobei sich ihre Mannschaft im ersten Spiel mit dem 1:0-Sieg über die Engländerinnen im Gruppenspiel revanchieren konnte. Letztendlich gewannen die Engländerinnen das Turnier, das ihre Mannschaft nach dem 1:0-Sieg über die  US-amerikanische Nationalmannschaft auf Platz 3 beendete. Ihren letzten Einsatz als Nationalspielerin für die DBU hatte sie am 8. November 1987 in Blackburn bei der 1:2-Niederlage gegen die Nationalmannschaft Englands im zweiten Spiel der EM-Qualifikationsgruppe 1. Ihr erstes von vier Länderspieltoren erzielte sie am 7. Juli 1978 in Kolding beim 4:0-Sieg über die Nationalmannschaft Finnlands mit dem Treffer zum 2:0 in der elften Minute in ihrem ersten Turnierspiel um die Nordische Meisterschaft.

## Erfolge
- Halbfinalist Europameisterschaft 1984
- Zweiter Nordische Meisterschaft 1978, 1979
- Inoffizieller Europameister 1979